# Proud Mary
Proud Mary is een nummer van Creedence Clearwater Revival (CCR) en uitgebracht in 1969. Het zou later, in 1971, opnieuw een hit worden als cover door Ike & Tina Turner. Geruchten gaan dat de song over marihuana gaat, maar volgens John Fogerty, voorman van CCR en schrijver van het nummer, gaat het over een raderstoomboot die, ergens in het diepe zuiden van Amerika, de rivier afvaart. Proud Mary is de naam van de stoommachine op de raderboot Queen. Stoommachines kregen vaak namen en vandaar ook de zinsnede 'Proud Mary keep on burning'.

## Versie Creedence Clearwater Revival
De originele versie van CCR heeft een aantal weken genoteerd gestaan in de Nederlandse Top 40 en de Radio2 Top 2000.

### Noteringen Nederlandse Top 40
| " Proud Mary" in de Nederlandse Top 40 binnen 22-03-1969 | " Proud Mary" in de Nederlandse Top 40 binnen 22-03-1969 | " Proud Mary" in de Nederlandse Top 40 binnen 22-03-1969 | " Proud Mary" in de Nederlandse Top 40 binnen 22-03-1969 | " Proud Mary" in de Nederlandse Top 40 binnen 22-03-1969 | " Proud Mary" in de Nederlandse Top 40 binnen 22-03-1969 | " Proud Mary" in de Nederlandse Top 40 binnen 22-03-1969 | " Proud Mary" in de Nederlandse Top 40 binnen 22-03-1969 | " Proud Mary" in de Nederlandse Top 40 binnen 22-03-1969 | " Proud Mary" in de Nederlandse Top 40 binnen 22-03-1969 |
| Week                                                     | 1                                                        | 2                                                        | 3                                                        | 4                                                        | 5                                                        | 6                                                        | 7                                                        | 8                                                        |                                                          |
| -------------------------------------------------------- | -------------------------------------------------------- | -------------------------------------------------------- | -------------------------------------------------------- | -------------------------------------------------------- | -------------------------------------------------------- | -------------------------------------------------------- | -------------------------------------------------------- | -------------------------------------------------------- | -------------------------------------------------------- |
| Nummer                                                   | 35                                                       | 26                                                       | 12                                                       | 11                                                       | 14                                                       | 18                                                       | 21                                                       | 29                                                       | uit                                                      |

### NPO Radio 2 Top 2000
| Nummer met noteringen in de NPO Radio 2 Top 2000 | '00 | '01 | '02 | '03 | '04 | '05 | '06 | '07 | '08 | '09 | '10 | '11 | '12 | '13 | '14 | '15  | '16  | '17  | '18  | '19  | '20  | '21 | '22  | '23  | '24  |
| ------------------------------------------------ | --- | --- | --- | --- | --- | --- | --- | --- | --- | --- | --- | --- | --- | --- | --- | ---- | ---- | ---- | ---- | ---- | ---- | --- | ---- | ---- | ---- |
| Proud Mary                                       | 256 | 426 | 406 | 569 | 520 | 450 | 481 | 586 | 500 | 733 | 568 | 712 | 958 | 861 | 998 | 1227 | 1177 | 1075 | 1078 | 1010 | 1046 | 999 | 1183 | 1187 | 1140 |

1. ↑  Een vetgedrukt getal geeft de hoogste notering aan.
2. ↑  2000 was het eerste jaar met een notering voor dit nummer.

### Noteringen Vlaanderen
In de huidige lijsten van de Vlaamse Ultratop 50 verscheen de originele versie van CCR op 12 april 1969 voor het eerst in de charts op posititie 15. De hoogste positie was nummer 7, een positie die het 2 weken vasthield tussen 24 en 31 mei 1969.
In totaal stond het nummer 11 weken in de BRT Top 30
| "Proud Mary" in de BRT Top 30 binnen: 12-04-1969 | "Proud Mary" in de BRT Top 30 binnen: 12-04-1969 | "Proud Mary" in de BRT Top 30 binnen: 12-04-1969 | "Proud Mary" in de BRT Top 30 binnen: 12-04-1969 | "Proud Mary" in de BRT Top 30 binnen: 12-04-1969 | "Proud Mary" in de BRT Top 30 binnen: 12-04-1969 | "Proud Mary" in de BRT Top 30 binnen: 12-04-1969 | "Proud Mary" in de BRT Top 30 binnen: 12-04-1969 | "Proud Mary" in de BRT Top 30 binnen: 12-04-1969 | "Proud Mary" in de BRT Top 30 binnen: 12-04-1969 | "Proud Mary" in de BRT Top 30 binnen: 12-04-1969 | "Proud Mary" in de BRT Top 30 binnen: 12-04-1969 | "Proud Mary" in de BRT Top 30 binnen: 12-04-1969 |
| Week                                             | 1                                                | 2                                                | 3                                                | 4                                                | 5                                                | 6                                                | 7                                                | 8                                                | 9                                                | 10                                               | 11                                               |                                                  |
| ------------------------------------------------ | ------------------------------------------------ | ------------------------------------------------ | ------------------------------------------------ | ------------------------------------------------ | ------------------------------------------------ | ------------------------------------------------ | ------------------------------------------------ | ------------------------------------------------ | ------------------------------------------------ | ------------------------------------------------ | ------------------------------------------------ | ------------------------------------------------ |
| Nummer                                           | 15                                               | 14                                               | 12                                               | 10                                               | 9                                                | 8                                                | 7                                                | 7                                                | 13                                               | 15                                               | 17                                               | uit                                              |

## Versie Ike & Tina Turner
Hoewel het nummer door meerdere artiesten is gecoverd is de versie van Ike & Tina Turner (1970) veruit de bekendste en bereikte deze versie ook een hogere notering in zowel de Top 40 als de Top 2000. Het nummer werd opgenomen op het album Workin' Together (1970).

### Noteringen versie Ike & Tina Turner

#### Nederlandse Top 40
Voordat de single binnenkwam in de Top 40 stond hij direct daaraan voorafgaand ook in de Tipparade. Daar steeg de plaat van positie 24 in week 6, via positie 17 naar positie 5 in (kalender)week 8. Vervolgens kwam hij dus binnen op positie 31 in week 9
| "Proud Mary" in de Nederlandse Top 40 - binnen 27-02-1971 | "Proud Mary" in de Nederlandse Top 40 - binnen 27-02-1971 | "Proud Mary" in de Nederlandse Top 40 - binnen 27-02-1971 | "Proud Mary" in de Nederlandse Top 40 - binnen 27-02-1971 | "Proud Mary" in de Nederlandse Top 40 - binnen 27-02-1971 | "Proud Mary" in de Nederlandse Top 40 - binnen 27-02-1971 | "Proud Mary" in de Nederlandse Top 40 - binnen 27-02-1971 | "Proud Mary" in de Nederlandse Top 40 - binnen 27-02-1971 | "Proud Mary" in de Nederlandse Top 40 - binnen 27-02-1971 | "Proud Mary" in de Nederlandse Top 40 - binnen 27-02-1971 | "Proud Mary" in de Nederlandse Top 40 - binnen 27-02-1971 | "Proud Mary" in de Nederlandse Top 40 - binnen 27-02-1971 | "Proud Mary" in de Nederlandse Top 40 - binnen 27-02-1971 | "Proud Mary" in de Nederlandse Top 40 - binnen 27-02-1971 | "Proud Mary" in de Nederlandse Top 40 - binnen 27-02-1971 | "Proud Mary" in de Nederlandse Top 40 - binnen 27-02-1971 | "Proud Mary" in de Nederlandse Top 40 - binnen 27-02-1971 | "Proud Mary" in de Nederlandse Top 40 - binnen 27-02-1971 | "Proud Mary" in de Nederlandse Top 40 - binnen 27-02-1971 | "Proud Mary" in de Nederlandse Top 40 - binnen 27-02-1971 |
| Week                                                      | 1                                                         | 2                                                         | 3                                                         | 4                                                         | 5                                                         | 6                                                         | 7                                                         | 8                                                         | 9                                                         | 10                                                        | 11                                                        | 12                                                        | 13                                                        | 14                                                        | 15                                                        | 16                                                        | 17                                                        | 18                                                        |                                                           |
| --------------------------------------------------------- | --------------------------------------------------------- | --------------------------------------------------------- | --------------------------------------------------------- | --------------------------------------------------------- | --------------------------------------------------------- | --------------------------------------------------------- | --------------------------------------------------------- | --------------------------------------------------------- | --------------------------------------------------------- | --------------------------------------------------------- | --------------------------------------------------------- | --------------------------------------------------------- | --------------------------------------------------------- | --------------------------------------------------------- | --------------------------------------------------------- | --------------------------------------------------------- | --------------------------------------------------------- | --------------------------------------------------------- | --------------------------------------------------------- |
| Nummer                                                    | 31                                                        | 24                                                        | 19                                                        | 17                                                        | 15                                                        | 15                                                        | 12                                                        | 12                                                        | 12                                                        | 10                                                        | 7                                                         | 6                                                         | 6                                                         | 8                                                         | 9                                                         | 17                                                        | 24                                                        | 30                                                        | uit                                                       |

#### Nederlandse Single Top 100
Het nummer stond in totaal 16 weken in de Single Top 100. Op 6 maart 1971 kwam het nummer binnen op positie 19. De hoogste notering was positie 5 en voor het laatst was het nummer afgezakt naar posititie 24. op 19 juni 1971. Op de "aller-tijden lijst" neemt het met 1427 punten positie 829 in.
| "Proud Mary" in de Nederlandse Single Top 100 - binnen: 06-03-1971 | "Proud Mary" in de Nederlandse Single Top 100 - binnen: 06-03-1971 | "Proud Mary" in de Nederlandse Single Top 100 - binnen: 06-03-1971 | "Proud Mary" in de Nederlandse Single Top 100 - binnen: 06-03-1971 | "Proud Mary" in de Nederlandse Single Top 100 - binnen: 06-03-1971 | "Proud Mary" in de Nederlandse Single Top 100 - binnen: 06-03-1971 | "Proud Mary" in de Nederlandse Single Top 100 - binnen: 06-03-1971 | "Proud Mary" in de Nederlandse Single Top 100 - binnen: 06-03-1971 | "Proud Mary" in de Nederlandse Single Top 100 - binnen: 06-03-1971 | "Proud Mary" in de Nederlandse Single Top 100 - binnen: 06-03-1971 | "Proud Mary" in de Nederlandse Single Top 100 - binnen: 06-03-1971 | "Proud Mary" in de Nederlandse Single Top 100 - binnen: 06-03-1971 | "Proud Mary" in de Nederlandse Single Top 100 - binnen: 06-03-1971 | "Proud Mary" in de Nederlandse Single Top 100 - binnen: 06-03-1971 | "Proud Mary" in de Nederlandse Single Top 100 - binnen: 06-03-1971 | "Proud Mary" in de Nederlandse Single Top 100 - binnen: 06-03-1971 | "Proud Mary" in de Nederlandse Single Top 100 - binnen: 06-03-1971 | "Proud Mary" in de Nederlandse Single Top 100 - binnen: 06-03-1971 |
| Week                                                               | 1                                                                  | 2                                                                  | 3                                                                  | 4                                                                  | 5                                                                  | 6                                                                  | 7                                                                  | 8                                                                  | 9                                                                  | 10                                                                 | 11                                                                 | 12                                                                 | 13                                                                 | 14                                                                 | 15                                                                 | 16                                                                 |                                                                    |
| ------------------------------------------------------------------ | ------------------------------------------------------------------ | ------------------------------------------------------------------ | ------------------------------------------------------------------ | ------------------------------------------------------------------ | ------------------------------------------------------------------ | ------------------------------------------------------------------ | ------------------------------------------------------------------ | ------------------------------------------------------------------ | ------------------------------------------------------------------ | ------------------------------------------------------------------ | ------------------------------------------------------------------ | ------------------------------------------------------------------ | ------------------------------------------------------------------ | ------------------------------------------------------------------ | ------------------------------------------------------------------ | ------------------------------------------------------------------ | ------------------------------------------------------------------ |
| Nummer                                                             | 19                                                                 | 16                                                                 | 14                                                                 | 12                                                                 | 12                                                                 | 13                                                                 | 10                                                                 | 9                                                                  | 7                                                                  | 10                                                                 | 6                                                                  | 5                                                                  | 7                                                                  | 10                                                                 | 15                                                                 | 24                                                                 | uit                                                                |

#### NPO Radio 2 Top 2000
| Nummer met noteringen in de NPO Radio 2 Top 2000 | '99 | '00 | '01 | '02 | '03 | '04 | '05 | '06 | '07 | '08 | '09 | '10 | '11 | '12 | '13 | '14 | '15 | '16 | '17 | '18 | '19 | '20 | '21 | '22 | '23 | '24 |
| ------------------------------------------------ | --- | --- | --- | --- | --- | --- | --- | --- | --- | --- | --- | --- | --- | --- | --- | --- | --- | --- | --- | --- | --- | --- | --- | --- | --- | --- |
| Proud Mary                                       | 141 | 132 | 168 | 144 | 136 | 114 | 139 | 139 | 223 | 138 | 205 | 193 | 182 | 225 | 224 | 202 | 268 | 277 | 250 | 180 | 172 | 158 | 161 | 194 | 142 | 174 |

1. ↑  Een vetgedrukt getal geeft de hoogste notering aan.

#### België (Vlaanderen): BRT Top 30
In de huidige lijsten van de Vlaamse Ultratop 50 verscheen de versie van Ike & Tina Turner op 20 maart 1971 voor het eerst in de charts van de toenmalige BRT Top 30 op posititie 25. De hoogste positie was nummer 16, een positie die het 3 weken vasthield tussen 3 en 17 april 1971.
In totaal stond het nummer 8 weken in de BRT Top 30
| "Proud Mary" in de BRT Top 30 binnen: 20-03-1971 | "Proud Mary" in de BRT Top 30 binnen: 20-03-1971 | "Proud Mary" in de BRT Top 30 binnen: 20-03-1971 | "Proud Mary" in de BRT Top 30 binnen: 20-03-1971 | "Proud Mary" in de BRT Top 30 binnen: 20-03-1971 | "Proud Mary" in de BRT Top 30 binnen: 20-03-1971 | "Proud Mary" in de BRT Top 30 binnen: 20-03-1971 | "Proud Mary" in de BRT Top 30 binnen: 20-03-1971 | "Proud Mary" in de BRT Top 30 binnen: 20-03-1971 | "Proud Mary" in de BRT Top 30 binnen: 20-03-1971 |
| Week                                             | 1                                                | 2                                                | 3                                                | 4                                                | 5                                                | 6                                                | 7                                                | 8                                                |                                                  |
| ------------------------------------------------ | ------------------------------------------------ | ------------------------------------------------ | ------------------------------------------------ | ------------------------------------------------ | ------------------------------------------------ | ------------------------------------------------ | ------------------------------------------------ | ------------------------------------------------ | ------------------------------------------------ |
| Nummer                                           | 25                                               | 17                                               | 16                                               | 16'                                              | 16                                               | 20                                               | 21                                               | 27                                               | uit                                              |